# Singapores Grand Prix 2013
Singapores Grand Prix 2013, officiellt 2013 Formula 1 SingTel Singapore Grand Prix, var en Formel 1-tävling som hölls den 22 september 2013 på Marina Bay Street Circuit i Singapore. Det var den trettonde tävlingen av Formel 1-säsongen 2013 och kördes över 61 varv. Vinnare av loppet blev Sebastian Vettel för Red Bull, tvåa blev Fernando Alonso för Ferrari och trea blev Kimi Räikkönen för Lotus.

## Kvalet
| KR. | Nr | Förare              | Konstruktör          | Q1       | Q2       | Q3        | Grid |
| --- | -- | ------------------- | -------------------- | -------- | -------- | --------- | ---- |
| 1   | 1  | Sebastian Vettel    | Red Bull-Renault     | 1.45,376 | 1.42,905 | 1.42,841  | 1    |
| 2   | 9  | Nico Rosberg        | Mercedes             | 1.45,208 | 1.43,892 | 1.42,932  | 2    |
| 3   | 8  | Romain Grosjean     | Lotus-Renault        | 1.45,851 | 1.43,957 | 1.43,058  | 3    |
| 4   | 2  | Mark Webber         | Red Bull-Renault     | 1.45,271 | 1.43,272 | 1.43,152  | 4    |
| 5   | 10 | Lewis Hamilton      | Mercedes             | 1.44,196 | 1.43,920 | 1.43,254  | 5    |
| 6   | 4  | Felipe Massa        | Ferrari              | 1.45,658 | 1.44,376 | 1.43,890  | 6    |
| 7   | 3  | Fernando Alonso     | Ferrari              | 1.45,115 | 1.44,153 | 1.43,938  | 7    |
| 8   | 5  | Jenson Button       | McLaren-Mercedes     | 1.45,009 | 1.44,497 | 1.44,282  | 8    |
| 9   | 19 | Daniel Ricciardo    | Toro Rosso-Ferrari   | 1.45,379 | 1.44,407 | 1.44,439  | 9    |
| 10  | 12 | Esteban Gutiérrez   | Sauber-Ferrari       | 1.45,483 | 1.44,245 | Ingen tid | 10   |
| 11  | 11 | Nico Hülkenberg     | Sauber-Ferrari       | 1.45,381 | 1.44,555 |           | 11   |
| 12  | 18 | Jean-Éric Vergne    | Toro Rosso-Ferrari   | 1.45,657 | 1.44,588 |           | 12   |
| 13  | 7  | Kimi Räikkönen      | Lotus-Renault        | 1.45,522 | 1.44,658 |           | 13   |
| 14  | 6  | Sergio Pérez        | McLaren-Mercedes     | 1.45,164 | 1.44,752 |           | 14   |
| 15  | 15 | Adrian Sutil        | Force India-Mercedes | 1.45,960 | 1.45,185 |           | 15   |
| 16  | 17 | Valtteri Bottas     | Williams-Renault     | 1.45,982 | 1.45,388 |           | 16   |
| 17  | 14 | Paul di Resta       | Force India-Mercedes | 1.46,121 |          |           | 17   |
| 18  | 16 | Pastor Maldonado    | Williams-Renault     | 1.46,619 |          |           | 18   |
| 19  | 20 | Charles Pic         | Caterham-Renault     | 1.48,111 |          |           | 19   |
| 20  | 21 | Giedo van der Garde | Caterham-Renault     | 1.48,320 |          |           | 20   |
| 21  | 22 | Jules Bianchi       | Marussia-Cosworth    | 1.48,830 |          |           | 21   |
| 22  | 23 | Max Chilton         | Marussia-Cosworth    | 1.48,930 |          |           | 22   |

| Vidare från första kvalrundan ▬▬ Vidare från andra kvalrundan ▬▬ |

## Loppet
| Pos. | Nr | Förare              | Konstruktör          | Varv | Tid         | Grid | P  |
| ---- | -- | ------------------- | -------------------- | ---- | ----------- | ---- | -- |
| 1    | 1  | Sebastian Vettel    | Red Bull-Renault     | 61   | 1:59.13,132 | 1    | 25 |
| 2    | 3  | Fernando Alonso     | Ferrari              | 61   | +32,627     | 7    | 18 |
| 3    | 7  | Kimi Räikkönen      | Lotus-Renault        | 61   | +43,920     | 13   | 15 |
| 4    | 9  | Nico Rosberg        | Mercedes             | 61   | +51,155     | 2    | 12 |
| 5    | 10 | Lewis Hamilton      | Mercedes             | 61   | +53,159     | 5    | 10 |
| 6    | 4  | Felipe Massa        | Ferrari              | 61   | +1.03,877   | 6    | 8  |
| 7    | 5  | Jenson Button       | McLaren-Mercedes     | 61   | +1.23,354   | 8    | 6  |
| 8    | 6  | Sergio Pérez        | McLaren-Mercedes     | 61   | +1.23,820   | 14   | 4  |
| 9    | 11 | Nico Hülkenberg     | Sauber-Ferrari       | 61   | +1.24,261   | 11   | 2  |
| 10   | 15 | Adrian Sutil        | Force India-Mercedes | 61   | +1.24,688   | 15   | 1  |
| 11   | 16 | Pastor Maldonado    | Williams-Renault     | 61   | +1.28,479   | 18   |    |
| 12   | 12 | Esteban Gutiérrez   | Sauber-Ferrari       | 61   | +1.37,894   | 10   |    |
| 13   | 17 | Valtteri Bottas     | Williams-Renault     | 61   | +1.45,161   | 16   |    |
| 14   | 18 | Jean-Éric Vergne    | Toro Rosso-Ferrari   | 61   | +1.53,512   | 12   |    |
| 15   | 2  | Mark Webber         | Red Bull-Renault     | 60   | Växellåda   | 4    |    |
| 16   | 21 | Giedo van der Garde | Caterham-Renault     | 60   | +1 varv     | 20   |    |
| 17   | 23 | Max Chilton         | Marussia-Cosworth    | 60   | +1 varv     | 22   |    |
| 18   | 22 | Jules Bianchi       | Marussia-Cosworth    | 60   | +1 varv     | 21   |    |
| 19   | 20 | Charles Pic         | Caterham-Renault     | 60   | +1 varv     | 19   |    |
| 20   | 14 | Paul di Resta       | Force India-Mercedes | 54   | Krasch      | 17   |    |
| Ret  | 8  | Romain Grosjean     | Lotus-Renault        | 37   | Lufttryck   | 3    |    |
| Ret  | 19 | Daniel Ricciardo    | Toro Rosso-Ferrari   | 23   | Krasch      | 9    |    |

| Förare och stall som tog poäng ▬▬ |

## Ställning efter loppet
|   | Pos. | Förare           | Poäng |
| - | ---- | ---------------- | ----- |
| ▬ | 1    | Sebastian Vettel | 247   |
| ▬ | 2    | Fernando Alonso  | 187   |
| ▬ | 3    | Lewis Hamilton   | 151   |
| ▬ | 4    | Kimi Räikkönen   | 149   |
| ▬ | 5    | Mark Webber      | 130   |

|   | Pos. | Konstruktör      | Poäng |
| - | ---- | ---------------- | ----- |
| ▬ | 1    | Red Bull-Renault | 377   |
| ▬ | 2    | Ferrari          | 274   |
| ▬ | 3    | Mercedes         | 267   |
| ▬ | 4    | Lotus-Renault    | 206   |
| ▬ | 5    | McLaren-Mercedes | 76    |

- Notering: Endast de fem bästa placeringarna i vardera mästerskap finns med på listorna.